# Episodi di Grimm (quinta stagione)
La quinta stagione della serie televisiva Grimm, composta di 22 episodi, è stata trasmessa sul canale televisivo statunitense NBC dal 30 ottobre 2015 al 20 maggio 2016.
In Italia è stata trasmessa sul canale a pagamento Premium Action dall'8 maggio al 17 luglio 2016. In chiaro è stata trasmessa dal 21 febbraio al 1º luglio 2017 su Italia 1.
| n° | Titolo originale         | Titolo italiano               | Prima TV USA     | Prima TV Italia |
| -- | ------------------------ | ----------------------------- | ---------------- | --------------- |
| 1  | The Grimm Identity       | Identità Grimm                | 30 ottobre 2015  | 8 maggio 2016   |
| 2  | Clear and Wesen Danger   | Pericolo Wesen                | 6 novembre 2015  | 8 maggio 2016   |
| 3  | Lost Boys                | Ragazzi perduti               | 13 novembre 2015 | 15 maggio 2016  |
| 4  | Maiden Quest             | I pretendenti                 | 20 novembre 2015 | 15 maggio 2016  |
| 5  | The Rat King             | La leggenda del Re Ratto      | 4 dicembre 2015  | 22 maggio 2016  |
| 6  | Wesen Nacht              | La notte dei Wesen            | 11 dicembre 2015 | 22 maggio 2016  |
| 7  | Eve of Destruction       | Vigilia di distruzione        | 29 gennaio 2016  | 29 maggio 2016  |
| 8  | A Reptile Dysfunction    | Il mostro del lago            | 5 febbraio 2016  | 29 maggio 2016  |
| 9  | Star-Crossed             | Sotto una cattiva stella      | 12 febbraio 2016 | 5 giugno 2016   |
| 10 | Map of the Seven Knights | La mappa dei sette cavalieri  | 19 febbraio 2016 | 5 giugno 2016   |
| 11 | Key Move                 | La chiave della mappa         | 4 marzo 2016     | 12 giugno 2016  |
| 12 | Into the Schwarzwald     | Lotta nelle catacombe         | 11 marzo 2016    | 12 giugno 2016  |
| 13 | Silence of the Slams     | Il silenzio degli attacchi    | 18 marzo 2016    | 19 giugno 2016  |
| 14 | Lycanthropia             | Licantropia                   | 25 marzo 2016    | 19 giugno 2016  |
| 15 | Skin Deep                | Questione di pelle            | 1 aprile 2016    | 26 giugno 2016  |
| 16 | The Believer             | Il credente                   | 8 aprile 2016    | 26 giugno 2016  |
| 17 | Inugami                  | Una questione d'onore         | 15 aprile 2016   | 3 luglio 2016   |
| 18 | Good to the Bone         | Invito a cena                 | 22 aprile 2016   | 3 luglio 2016   |
| 19 | The Taming of the Wu     | Il tempo di Wu                | 29 aprile 2016   | 10 luglio 2016  |
| 20 | Bad Night                | Notte da incubo               | 13 maggio 2016   | 10 luglio 2016  |
| 21 | Set Up                   | L'inizio della fine (Parte 1) | 20 maggio 2016   | 17 luglio 2016  |
| 22 | The Beginning of the End | L'inizio della fine (Parte 2) | 20 maggio 2016   | 17 luglio 2016  |

## Identità Grimm
- Titolo originale: The Grimm Identity
- Diretto da: Eric Laneuville
- Scritto da: Jim Kouf e David Greenwalt

### Trama
Nick, riprendendosi dopo essere stato sopraffatto e narcotizzato dal gruppo di persone che ha rapito Trubel, constata che anche il corpo di Juliette e la testa della madre sono stati portati via dalla casa, cancellando così ogni traccia dell'irruzione. Ipotizzando che dietro a questo gruppo vi sia l'agente dell'FBI Chavez, che in precedenza aveva cercato di reclutare la stessa Trubel, Nick prima chiede spiegazioni alla Chavez stessa irrompendo nel suo ufficio all'FBI, successivamente la sequestra da casa e la porta nel negozio di erboristeria di Rosalee dove sono riuniti anche Hank, Wu e Monroe. In seguito all'insistenza di Nick e al suo palesare alla donna la propria natura di Grimm, la Chavez gli conferma di avere rapito Trouble e lo invita a recarsi con lei a un incontro con altre persone facenti parte del gruppo misterioso di cui la Chavez fa parte. Giunti sul luogo, Nick e la Chavez constatano che le persone che dovevano incontrare sono state uccise e qui vengono aggrediti dagli stessi autori del crimine. Nella lotta la Chavez viene uccisa. Nick riesce tuttavia a mantenersi in contatto con un agente del gruppo della Chavez e in seguito si reca in ospedale, dove Adalind ha partorito il loro figlio a cui la donna dà il nome della madre di Nick: Kelly.
- Novella ispiratrice:
- Creature: Gelumcaedus
- Guest star: Elizabeth Rodriguez (Agente Chavez), Jacqueline Toboni (Trubel), Damien Puckler (Meisner), Danny Bruno (Bud)
- Citazione d'apertura: "It is not light that we need, but fire."
("Non è della luce che abbiamo bisogno, ma del fuoco.")
- Ascolti USA: 4 040 000 telespettatori[1]

## Pericolo Wesen
- Titolo originale: Clear and Wesen Danger
- Diretto da: Norberto Barba
- Scritto da: Thomas Ian Griffith

### Trama
Nick conduce Hank, Wu e Monroe sul luogo dell'aggressione subita nella quale ha trovato la morte l'agente FBI Chavez e constatano che ogni traccia dell'agguato è stata cancellata, compreso un marchio lasciato su un muro (4 righe nere parallele a simboleggiare un artiglio, black claw) riconducibile al gruppo aggressore. Nel frattempo, il titolare di una piccola azienda finanziaria viene barbaramente ucciso. Del crimine se ne occupano Hank e l'agente Pogue, in sostituzione di Nick momentaneamente lasciato a riposo per motivi precauzionali a seguito delle recenti vicende. Hank, con l'aiuto di Wu prima e dello stesso Nick poi, riescono a catturare il responsabile di tale crimine, un dipendente dell'azienda stessa che con l'aiuto di una segretaria, si impadroniva di ingenti somme di denaro. Una frase di uno dei due criminali poco prima di morire fa intuire l'esistenza di qualcosa o qualcuno che, in modo più o meno organizzato, sta cercando di emergere dall'anonimato.
- Novella ispiratrice:
- Creature: Quijada Vil
- Guest star: Jonathan Slavin (Paul Wemlinger), Susan Ruttan (Betty Frame), Damien Puckler (Meisner), Robert Blanche (Serg. Franco)
- Citazione d'apertura: "Cherish those who seek the truth but beware of those who find it."
("Ammira chi cerca la verità, ma guardati da chi la trova.")
- Ascolti USA: 3 780 000 telespettatori[2]

## Ragazzi perduti
- Titolo originale: Lost Boys
- Diretto da: Aaron Lipstadt
- Scritto da: Sean Calder

### Trama
Tre ragazzi senzatetto che vivono nei boschi rapiscono Rosalee, affinché suo malgrado faccia loro da madre per accudirli cosi come altre donne in precedenza sono state obbligate a fare. Nick e Adalind si trasferiscono in un edificio più spartano ma ritenuto più sicuro di quello in cui Nick ha convissuto con Juliette . Maisner incontra Renard informandolo della buona salute e sicurezza della figlia Diana.
- Novella ispiratrice: Peter Pan
- Creature: Apgadnieks, Wildermann, Dickfellig[3]
- Guest star: Damien Puckler (Meisner), Jacqueline Toboni (Trubel), Mason Cook (Peter), Eric Osovsky (Big John), Emma Rose Maloney (Lily), Juliocesar Chavez (Miguel)
- Citazione d'apertura: "I think I had a mother once."
("Credo di aver avuto una madre, una volta.")
- Ascolti USA: 3 660 000 telespettatori[4]

## I pretendenti
- Titolo originale: Maiden Quest
- Diretto da: Hanelle Culpepper
- Scritto da: Brenna Kouf

### Trama
Un'antica tradizione Wesen è all'origine dell'uccisione di un individuo e del ripetuto tentativo di ucciderne un altro, i detective indagano. Nella nuova casa, Nick e Adalind approfondiscono la loro relazione, inizialmente solo forzata a seguito della nascita di Kelly. Un amico del capitano Renard, Andrew Dixon, gli chiede sostegno per supportare la propria campagna elettorale a sindaco di Portland. Rosalee è turbata da una lettera speditale da un amico che frequentava quando viveva a Seattle; Nick intanto esplora i vecchi tunnel sotto la nuova casa constatando che probabilmente facevano parte dei vecchi Shangai tunnels; potrebbero divenire una via di accesso o fuga in caso di necessità. Una sera, poco prima di coricarsi, Nick e Adalind avvertono il rombo di una moto e un tonfo all'esterno della casa: è Trubel che, ferita, è riuscita faticosamente a raggiungerli grazie a un localizzatore GPS.
- Novella ispiratrice: Le tre piume
- Creature: Weten Ogen
- Guest star: Richard Portnow (Daniel Troyer), Madeline Zima (Emily Troyer), Jacqueline Toboni (Trubel)
- Citazione d'apertura: "After three days and nights, whoever tries and does not succeed shall be put to death."
("Dopo tre giorni e tre notti, chi non avesse scoperto nulla, ci avrebbe rimesso la vita.")
- Ascolti USA: 3 620 000 telespettatori[5]

## La leggenda del Re Ratto
- Titolo originale: The Rat King
- Diretto da: David Solomon
- Scritto da: Jeff Miller

### Trama
Nick porta Trouble, ferita, in ospedale, affidandola alle cure dei medici. Nel contempo tre ragazzi, tutti Klaustreich, si recano presso una discarica per divertirsi con episodi di bullismo nei confronti di umani Reinigen ma vengono aggrediti e due di essi vengono uccisi. La ragazza di uno di questi denuncia la loro scomparsa alla centrale di polizia, così Nick e Hank indagano. Con l'aiuto di Monroe e Rosalee vengono a conoscenza di una leggenda concernente il re ratto, una creatura che si manifesta in particolari circostanze per difendere i Reinegen quando questi vengono minacciati. Nick intuisce anche che Trouble è legata al gruppo dell'ex agente FBI Chavez tramite Maisner, l'agente indipendente che aiutò la madre di Nick a portare Adalind e la figlia neonata al sicuro lontano dall'Europa. Contemporaneamente un amico di Renard, Andrew Dixon, chiede aiuto al capitano affinché lo appoggi nella campagna elettorale.
- Novella ispiratrice: Il Pifferaio di Hamelin
- Creature: Klaustreich, Reinigen, Riesen-Ratte, Wendigo, Murcielago
- Guest star: Jacqueline Toboni (Trubel), Damien Puckler (Meisner), Carlson Young (Selina Golias)
- Citazione d'apertura: "Rats! They fought the dogs, and killed the cats…"
("Ratti! Hanno attaccato i cani e ucciso i gatti…")
- Ascolti USA: 3 690 000 telespettatori[6]

## La notte dei Wesen
- Titolo originale: Wesen Nacht
- Diretto da: Darnell Martin
- Scritto da: David Greenwalt e Jim Kouf

### Trama
Trubel racconta a Nick del Vallo di Adriano, il gruppo di resistenza con cui l'agente Chavez lavorava e per cui ora lavora Trubel. Stanno combattendo l'Artiglio Nero, l'organizzazione che coordina la rivolta globale dei Wesen. Nick, Hank e Wu vengono chiamati a indagare su una serie di atti vandalici, omicidi e rapimenti, dove trovano un altro segno di artiglio.
- Creature: Blutbad,Fuchsbau, Half-Zauberbiest, Hexenbiest, Eisbiber, Skalengeck, Drang-Zorn, Dickfellig, Malin Fatal, Mauzhertz, Hasenfussige Schnecke, Bauerschwein, Ziegevolk, Coyotl, Murciélago, Steinadler

- Guest star: Madeline Brewer (Billie Trump), Robert Clendenin, Gabriel Salvador, Danny Bruno, Anne Leighton
- Citazione d'apertura: "Awake, arise or be fallin'"
"Svegliatevi, alzatevi o cadete."
- Ascolti USA: 3 640 000 telespettatori[7]

## Vigilia di distruzione
- Titolo originale: Eve of Destruction
- Diretto da: John Behring
- Scritto da: Thomas Ian Griffith

### Trama
Nick affronta Trubel, che rivela il piano di Chavez di trasformare Hexenbiest Juliette in un'arma. Monroe, Rosalee, Renard e Hank interrogano Xavier, che rivela che la gang Wesen aveva preso di mira Nick e Monroe, e qualsiasi Wesen che non si unisca a loro verrà ucciso. Monroe e Rosalee avvisano il Consiglio Wesen, ma Alexander è già a conoscenza del problema. Più tardi, un membro del Consiglio rivela di essere parte dell'Artiglio Nero e uccide tutti i membri del Consiglio, tranne Alexander, che non può far altro che darsi alla fuga.
- Creature: Hasenfussige Schnecke, Skalengeck
- Guest star: Jacqueline Toboni (Trubel), Bailey Chase (Lucien Petrovitch), Madeline Brewer (Billie Trump), Robert Clendenin, Gabriel Salvador, Damien Puckler.
- Citazione d'apertura: "I have been bent and broken, but, I hope, into a better shape."
("Sono stato piegato e spezzato, ma, spero, in una forma migliore.")
- Ascolti USA: 3 810 000 telespettatori[8]

## Il mostro del lago
- Titolo originale: A Reptile Dysfunction
- Diretto da: David Straiton
- Scritto da: Michael Golamco

### Trama
Nick e Hank indagano su un'aggressione subita da una coppia di escursionisti in barca per opera di quello che in apparenza appare come il mostro del lago; si tratta in realtà di una truffa degenerata in tragedia perpetrata dai gestori di una baita in combutta con un terzo complice che vogliono mantenere viva la leggenda del mostro del lago al fine di incrementare i propri affari. Contemporaneamente Nick informa Hank, Wu e il capitano Renard delle ultime vicissitudini con i due gruppi contrapposti : l'artiglio nero e il Vallo di Adriano, a capo del quale risulta essere Maisner, che Renard riconosce come vecchio collaboratore e amico.
- Novella ispiratrice:
- Creature: Luisant-Pecheur, Wasser Zahne
- Guest star: Jacqueline Toboni (Trubel), David Figlioli, Dean Chekvala, Lenny Jacobson, Anne Leighton.
- Citazione d'apertura: "A sucker is born every minute…"
("Ogni minuto nasce un idiota…")
- Ascolti USA: 4 420 000 telespettatori[9]

## Sotto una cattiva stella
- Titolo originale: Star-Crossed
- Diretto da: Carlos Avila
- Scritto da: Sean Calder

### Trama
Una perdurante siccità a Portland è la causa di un antico rituale sanguinario che prevede la crocifissione di ignare vittime. Il Vallo di Adriano di cui Truble ora fa parte e che combatte i Wesen ribelli scopre che un losco personaggio collegato ad attentati e tumulti avvenuti nel mondo è arrivato a Portland. Trubel chiede quindi a Nick se avrà la sua e la collaborazione di tutti gli amici del gruppo per contrastare il nascente gruppo Wesen dell'artiglio nero.
- Creature: Fuilcré
- Guest star: Wade Williams (Mark Holloway), Anne Leighton
- Citazione d'apertura: "Only you shall not eat blood; tou shall pour it out on the earth like water."
("Solo tu non mangi il sangue, lo spargerai sulla terra come acqua.")
- Ascolti USA: 4 190 000 telespettatori[10]

## La mappa dei sette cavalieri
- Titolo originale: Map of the Seven Knights
- Diretto da: Aaron Lipstadt
- Scritto da: Jim Kouf

### Trama
Monroe viene contattato da uno zio tedesco; lo zio Felix, antiquario, in seguito al ritrovamento di un baule contenente diversi libri antichi appartenuti molto probabilmente a un Grimm da poco deceduto a Lipsia, Germania. Lo zio, essendo al corrente della natura Grimm di un amico del nipote (Nick), spera di potergli vendere il baule ma durante le contrattazioni si trova costretto a fuggire e raggiungere il nipote in America, dove viene comunque trovato e ucciso da una coppia di malviventi anch'essi in cerca dei libri, individui che vengono fatti risalire al gruppo oscuro dell'artiglio nero. Monroe eredita suo malgrado il baule e, ispezionandolo, i nostri trovano al suo interno materiale riconducibile senza alcun dubbio a un Grimm e, con lo stupore del gruppo, anche un comparto in cui sono nascoste, avvolte in un astuccio, 3 chiavi collegate al tesoro che secoli addietro 7 cavalieri Grimm nascosero in un luogo non ben precisato frutto del bottino della IV crociata ma che, grazie proprio a queste e alle altre 2 chiavi in possesso di Nick, possono ora decifrare.
- Creature; Anubis
- Guest star: Rick Overton, Carsten Norgaard (Krisztian), Adam O'Byrne, Anne Leighton, Jacqueline Toboni, Damien Puckler
- Citazione d'apertura: "History is the nightmare from which I am trying to awake."
("La storia è l'incubo da cui sto cercando di svegliarmi.")
- Ascolti USA: 4 040 000 telespettatori[11]

## La chiave della mappa
- Titolo originale: Key Move
- Diretto da: Eric Laneuville
- Scritto da: Thomas Ian Griffith

### Trama
Dopo aver identificato sulla mappa ricavata dalle 5 chiavi il luogo dove presumibilmente dei cavalieri Grimm nel XII secolo nascosero un tesoro, Nick e Monroe partono per Wolfach, paesino della Germania nel cuore della foresta nera. Nel frattempo, l'artiglio nero trama un attentato ad Andrew Dixon, candidato sindaco di Portland, amico e sostenuto dal capitano Renard. Nick e Monroe, giunti a Wolfach si addentrano nei boschi dove secondo la mappa sarebbe sepolto il tesoro ma, giunti nei pressi del punto indicato, precipitano in una voragine che si apre sotto i loro piedi.
- Creature: Blutbad, Mauvais Dentes, Uhranuti, Ungeziefer Greifer
- Guest star: Bailey Chase (Lucien Petrovitch)
- Citazione d'apertura: "It is not down in any map; true places never are."
("Non è giù in nessuna mappa, i veri luoghi non lo sono mai.")
- Ascolti USA: 4 260 000 telespettatori[12]

## Lotta nelle catacombe
- Titolo originale: Into the Schwarzwald
- Diretto da: Norberto Barba
- Scritto da: David Greenwalt e Jim Kouf

### Trama
Nick e Monroe, dalle catacombe in cui erano caduti recuperano uno scrigno e rientrano in America. Nel frattempo a Portland la polizia e il Vallo di Adriano ricercano l'assassino di Dixon ma è lo stesso artiglio nero a tradire costui vanificando il tentativo del Vallo di pedinarlo per risalire ai mandanti e quindi, al gruppo direttivo dell'artiglio nero. Renard si rende conto di essere stato inconsapevolmente manovrato da tale gruppo dall'inizio della campagna elettorale, al fine di accrescere la sua popolarità a vantaggio di una sua futura candidatura a sindaco, con alle spalle l'ombra manovratrice dell'artiglio stesso. Nick e Monroe, rientrati a Portland riuniscono il gruppo di amici e aprono lo scrigno. All'interno trovano un panno che avvolge un legnetto dal quale si evincono miracolose proprietà curative poiché è grazie a esso che Monroe, grazie al contatto involontario con tale legnetto, guarisce da un principio di setticemia causata da un morso infetto subito quando i due amici si trovavano in Germania.
- Creature: Blutbad, Half-Zauberbiest, Hexenbiest, Löwen, Uhranuti, Ungeziefer Greifer, Kackenkopf, Wettbewerbsgewinner
- Guest star: Bailey Chase (Lucien Petrovitch)
- Citazione d'apertura: "What's past is prologue."
("Ciò che è passato è un prologo.")
- Ascolti USA: 3 910 000 telespettatori[13]

## Il silenzio degli attacchi
- Titolo originale: Silence of the Slams
- Diretto da: David Straiton
- Scritto da: Brenna Kouf

### Trama
Resisi conto del potere curativo del misterioso legnetto trovato nello scrigno recuperato, i nostri decidono di non informare nessuno degli ultimi eventi occorsi e Nick nasconde lo scrigno nei tunnel sotto il loft. Nel frattempo si indaga su un crimine che coinvolge il mondo della Lucha Libre.
- Creature: Vibora Dorada, Balam
- Guest star: Chavo Guerrero Jr.
- Citazione d'apertura: "Give a man a mask and he will show his true face."
("Dai a un uomo una maschera e mostrerà la sua vera faccia.")
- Ascolti USA: 4 200 000 telespettatori[14]

## Licantropia
- Titolo originale: Lycanthropia
- Diretto da: Lee Rose
- Scritto da: Jeff Miller

### Trama
Una coppia di escursionisti campeggiatori viene brutalmente uccisa nel bosco da quello che, col prosieguo delle indagini, sembra essere un licantropo. Inizialmente viene sospettato un giovane residente del luogo che suo malgrado è stato coinvolto nell'aggressione e che si è dimostrato riluttante a fornire informazioni sull'accaduto. Intanto Eva, sorvegliando Rachel, la promotrice della campagna elettorale del candidato sindaco ucciso Andrew Dixon, scopre che il suo assassinio era stato premeditato al fine di favorire una futura candidatura politica di Sean Renard e della tal cosa informa Nick e Hank. Durante una colluttazione con quello che si rivela essere il vero autore dell'aggressione, Wu viene graffiato alla gamba e inizia a manifestare sintomi tipici della licantropia.
- Creature: Blutbad Licantropo
- Citazione d'apertura: "The world is full of obvious things which nobody by chance ever observes."
("Il mondo è pieno di cose ovvie che nessuno per caso osserva mai.")
- Ascolti USA: 4 320 000 telespettatori[15]

## Questione di pelle
- Titolo originale: Skin Deep
- Diretto da: Karen Gaviola
- Scritto da: Michael Golamco

### Trama
- Creature: Musasat Alsh-Shabab
- Citazione d'apertura: "It is amazing how complete is the delusion that beauty is goodness."
"È incredibile quanto sia completa l'illusione che la bellezza sia bontà".
- Ascolti USA: 4 050 000 telespettatori[16]

## Il credente
- Titolo originale: The Believer
- Diretto da: John Behring
- Scritto da: David Greenwalt e Jim Kouf

### Trama
- Creature: Furis Rubian
- Citazione d'apertura: "We are each our own devil, and we make this world our hell."
"Ognuno di noi è il nostro diavolo e noi rendiamo questo mondo il nostro inferno."
- Ascolti USA: 4 250 000 telespettatori[17]

## Una questione d'onore
- Titolo originale: Inugami
- Diretto da: Sharat Raju
- Scritto da: Kyle McVey

### Trama
Eva si incontra con Nick e lo informa che Renard sta collaborando con l'artiglio nero, il gruppo eversivo che ha fatto uccidere il candidato sindaco di Portland al fine di candidare successivamente lo stesso Renard. Gli rammenta inoltre che la pozione inibitrice presa da Adalind che soffoca la sua parte Hexenbiest potrebbe scemare. Vicino a un fiume viene ritrovato nel frattempo il corpo decapitato di un adolescente e la dinamica del delitto fa supporre un macabro rituale. In seguito al rinvenimento di un secondo ragazzo ucciso con le stesse modalità si scoprirà in effetti che l'autore di tali misfatti cerca di attuare una vendetta nei confronti di tre ragazzi che in passato si erano resi colpevoli loro malgrado della morte di un coetaneo loro amico. Nick, a casa di Monroe e Rosalee informa costoro delle novità sapute da Eva e la stessa Rosalee lo informa che effettivamente Adalind ha acquisito di nuovo i poteri di Hexenbiest durante la breve permanenza di Nick nella foresta nera, in Germania. Le conseguenze del graffio subito da Wu per opera di un licantropo iniziano a manifestarsi più frequentemente provocandogli incubi e comportamenti anomali in particolare durante i periodi di luna piena. Rachel presenta a Sean Diana, la figlia di lui e di Adalind da tempo scomparsa e l'uomo, emozionato e grato abbraccia la giovane.
- Creature: Inugami, Kitsune
- Guest star: Cary-Hiroyuki Tagawa (Takeshi Himura)
- Citazione d'apertura: "Revenge is the act of passion, vengeance is an act of justice."
("La vendetta è l'atto della passione, la rivalsa è un atto di giustizia.")
- Ascolti USA: 3 750 000 telespettatori[18]

## Invito a cena
- Titolo originale: Good to the Bone
- Diretto da: Peter Werner
- Scritto da: Martin Weiss

### Trama
- Creature: Barbatus Ossifrage, Lycantropo
- Citazione d'apertura: "The evil that men do lives after them; The good is oft interred with their bones."
"Il male che gli uomini vivono dopo di loro, il bene è spesso sepolto con le loro ossa".
- Ascolti USA: 3 890 000 telespettatori[19]

## Il tempo di Wu
- Titolo originale: The Taming of the Wu
- Diretto da: Terrence O'Hara
- Scritto da: Brenna Kouf

### Trama
Wu, dimesso dall'ospedale nel quale era stato ricoverato a seguito di una forte botta alla testa, viene pedinato da un giovane sbandato. Nel frattempo Maisner e Trubl scoprono che Diana è stata rapita dalla casa in cui era ospitata: il gruppo dell'artiglio nero oltre a consegnare la figlia a Renard vuole anche fare leva sul desiderio di Adalind di vedere e proteggere la figlia e incrinare così anche il rapporto sentimentale che ha con Nick. Hank instaura un rapporto di fiducia e affettivo con Zuri, la sua fisioterapista, senza sospettare che la donna è complice proprio dell'artiglio. Adalind, preoccupata anche del complicarsi delle vicende confessa a Nick che le sono tornati i poteri di Hexenbiest e ammette di non avergliene parlato prima per il timore di reazioni improprie. Wu durante la convalescenza a casa si accorge di essere sorvegliato e, poco dopo aver contattato Rosalee e Monroe affinché lo aiutino a capire i motivi dei suoi recenti incubi e disagi, decide di affrontare il malfattore, perdendo però conoscenza in seguito. Hank e Nick, giunti nei pressi della casa di Wu constatano la morte del malvivente e, evidenziando il coinvolgimento di Wu stesso, accompagnano quest'ultimo al negozio di spezie. Qui Wu, aiutato a ricordare momenti di coscienza sopita, manifesta con lo sconcerto di tutti la nuova natura di Wesen licantropo acquisita suo malgrado quando fu graffiato durante un'operazione precedente di indagine. Decide così di prenderne atto e affrontare coraggiosamente la situazione gestendola senza coinvolgere ulteriormente i propri amici. Adalind, pressata dalla figlia che la vuole vicina, dall'artiglio nero che le impone di prendere posizione intimandole di allearsi con l'artiglio, per il bene dei propri figli abbandona la casa di Nick portando con sé il figlio Kelly lasciando al compagno un breve appunto nel quale cerca di esporre i motivi della dolorosa scelta. Nick, tornato a casa non può fare altro al momento che riconoscere l'evidenza dei fatti.
- Creature: Skalengeck, Lycantropo, Hundjäger
- Citazione d'apertura: "Nothing is so painful to the human mind as a great and sudden change" (Frankenstein - Mary Shelley)
("Nulla è così doloroso per la mente umana come un grande e improvviso cambiamento.")
- Ascolti USA: 3 760 000 telespettatori[20]

## Notte da incubo
- Titolo originale: Bad Night
- Diretto da: Norberto Barba
- Scritto da: Sean Calder

### Trama
Nick, constatato l'abbandono forzato di Adalind cerca costei a casa di Renard e in seguito si reca a casa di Monroe e Rosalee che lo convincono a non avere comportamenti avventati e lo accompagnano alla base del vallo di Adriano dove i nostri amici si aggiornano sullo sviluppo dei fatti e convengono di affrontare gli eventi con ragionata moderazione. Poco dopo Nick incontra Renard al distretto; costui cerca di far desistere Nick da ogni proposito e gli propone addirittura di schierarsi con l'artiglio nero. La stessa notte Hank, che si era fermato per la notte a casa di Zuri, sorprende un individuo che apparentemente si era introdotto in casa furtivamente e dopo averlo sopraffatto lo fa condurre al distretto di polizia. Il mattino seguente Nick e Hank interrogano il mariuolo catturato nottetempo da Hank e parlandone successivamente con Monroe e Rosalee traggono la conclusione che l'individuo, identificato come una vecchia conoscenza di Rosalee, sia legato all'artiglio nero. Da cui deducono che anche Zuri, la frequentazione di Hank, sia anch'ella dell'artiglio. Nick e Hank con uno stratagemma smascherano Zuri e la conducono alla base del vallo di Adriano per interrogarla e costei rivela che a capo di tutta l'operazione dell'artiglio vi è un personaggio losco e pericoloso di nome Conrad Bonapart, cofondatore del gruppo. Renard vince le elezioni e diviene così il nuovo sindaco di Portland, mentre la cattura di Zuri porta però l'artiglio nero a conoscere il luogo segreto della base del vallo.
- Creature: Kackenkopf, Yaguaraté, Malin Fatale
- Guest star: Shaun Toub (Conrad Bonaparte), Sharon Leal (Tyler Zuri Ellis)
- Citazione d'apertura: "We have to distrust each other. It is our only defense against betrayal."
("Dobbiamo sfidarci a vicenda: è la nostra unica difesa contro il tradimento.")
- Ascolti USA: 3 390 000 telespettatori[21]

## L'inizio della fine (Parte 1)
- Titolo originale: Set up
- Diretto da: David Greenwalt
- Scritto da: David Greenwalt e Jim Kouf

### Trama
- Creature: Blutbad, Hexenbiest, Half-Zauberbiest, Zauberbiest, Coyotl, Hundjäger, Löwen, Malin Fatal, Murciélago, Phansigar, Quijada Vil, Siegbarste
- Guest star: Shaun Toub (Conrad Bonaparte), Anne Leighton (Rachel Wood), Jacqueline Toboni (Trubel), Damien Puckler (Meisner)
- Citazione d'apertura: "It is better to die on your feet than to live on your knees."
("È meglio morire in piedi che vivere in ginocchio.")
- Ascolti USA: 4 030 000 telespettatori[22]

## L'inizio della fine (Parte 2)
- Titolo originale: The Beginning of the End
- Diretto da: Norberto Barba
- Scritto da: Thomas Ian Griffith

### Trama
- Creature: Blutbad, Fuchsbau, Half-Zauberbiest, Hexenbiest, Zauberbiest, Furis Rubian, Hundjäger, Jinnamuru Xunte, Löwen, Nuckelavee, Quijada Vil, Schakal, Siegbarste, Skalengeck, Skalenzahne
- Citazione d'apertura: "All the world is a will to power..."
"Tutto il mondo è una volontà di potenza ..."
- Ascolti USA: 4 030 000 telespettatori[22]